# Thaumastopeus higginsi
Thaumastopeus higginsi är en skalbaggsart som beskrevs av Oliver Erichson Janson 1874. Thaumastopeus higginsi ingår i släktet Thaumastopeus och familjen Cetoniidae. Inga underarter finns listade i Catalogue of Life.